# Москвич-402
Москвич-402 — радянський легковий автомобіль малого класу, що випускався на Московському заводі малолітражних автомобілів (МЗМА) в 1956—1958 рр. Попередник — Москвич-401, наступник — Москвич-407. Всього було випущено 87 658 Москвичів-402 з модифікаціями.
Москвич-402 змінив перше покоління Москвичів-400/401 в 1956 році. Автомобіль отримав сучасний просторіший і комфортабельний кузов з окремим багажником класичних контурів. Головним недоліком 402-ї моделі став слабкий, морально застарілий нижньоклапанний двигун, конструкція якого була розроблена ще в середині 1930-х. 
Верхньоклапанний двигун не було введено в серійне виробництво через економічні причини і в серію пішов двигун М-407, в основі якого лежав той самий силовий агрегат Москвича-401, але з верхньоклапанною головкою й іншими вдосконаленнями. Модернізований автомобіль із таким двигуном отримав позначку Москвич-407. Серійне виробництво Москвича-402 було згорнуте в травні 1958 року.
Москвич-407 — вдосконалена версія з модернізованим верхньоклапаним двигуном і покращеним оздобленням, яка випускалась із травня 1958 по 1963 рік; випущено 359 980 екземплярів.
Москвич-403 — «перехідна» модель, яка поєднувала кузов і двигун «Москвича-407» з деякими вузлами й агрегатами перспективного «Москвича-408» і яка випускалась із грудня 1962 по липень 1965 року; випущено 105 726 екземплярів.

## Модифікації

### На базі Москвича-402
- Москвич-423 — перший у СРСР серійний автомобіль із вантажопасажирським п'ятидверним кузовом універсал, випускався в 1957—1958 рр. У його конструкції використовувалася та ж бічна панель із зігнутими водостічними жолобками, задня панель із високим порогом багажної кришки. Заднє сидіння складається, створюючи вантажний відсік завдовжки 1473 мм і шириною 1220 мм. При складених задніх сидіннях машина могла перевозити 250 кг вантажу і двох чоловік, включаючи водія. Для запасного колеса під підлогою передбачена горизонтальна ніша. Задні ресори були на 5 мм ширші, ніж у базової моделі Москвич-402. Задні двері відкривалися наліво, і їх поріг знаходився на висоті 760 мм від землі. З 1961 року випускалася простіша версія кузова універсал із незграбними рамками задніх дверей і цілісним водостічним жолобком, що йде уздовж всього даху.
- Москвич-410 — повнопривідний седан на базі Москвича-402, випускався в 1957—1958 рр.

### На базі Москвича-407
- Москвич-407 — модернізована модель із новим верхньоклапанним двигуном і зміненим облицюванням радіатора, випускався в 1958—1963 рр. У 1959 році автомобіль отримав чотириступеневу коробку передач, а в 1960-му — нову решітку радіатора і гіпоїдний задній міст. Декілька років поспіль, понад 50 % випуску Москвичів-407 йшли на експорт. Причому, «Москвич» мав попит не тільки в СРСР, але і в таких країнах як Фінляндія, Норвегія і Франція. У лютому 1960 року головою всесоюзного об'єднання «Автоекспорт» П. А. Грітчіним і президентом американської торгової фірми «Андреа моторс інкорпорейтед» Робертом Кастлом було підписано першу в історії радянсько-американських торгових відносин дворічну угоду про продаж у Сполучені Штати 10 000 автомобілів «Москвич-407» і запчастин до них[1]. Експортні версії відрізнялися двобарвним забарвленням і допрацьованим екстер'єром. Саме заради нарощування експортної програми Москвича-407 з конвеєра були зняті повнопривідні моделі Москвич-410Н і -411.
- Москвич-423Н — універсал на базі Москвича-407, випускався в 1958—1963 рр.
- Москвич-410Н — повнопривідний седан на базі Москвича-407, випускався в 1958—1961 рр.
- Москвич-411 — повнопривідний універсал на базі Москвича-410Н, випускався в 1959—1961 рр.
- Москвич-430 — вантажний варіант універсала Москвич-423Н із кузовом фургон. У боковинах фургона не прорубувалися двері й вікна, за передніми сидіннями з'явилася перегородка, що відокремлює вантажний відсік. Фургон випустили в 1958 році, коли базовою моделлю вже став Москвич-407 з новим двигуном. У ранніх Москвичів-430, як і у універсалів Москвич-423, водостічний жолобок був зігнутим. Задні двері відкидалися на ліву сторону. З 1961 року випускалася простіша версія кузова фургон із цілісним бортом, незграбними підштампуваннями на місці вікон і цілісним водостічним жолобком уздовж всього даху.

### На базі Москвича-403
- Москвич-403 — модернізована перехідна модель з елементами конструкції від Москвича-407 (кузов і двигун робочим об'ємом 1360 см3 45 к. с.) і від перспективного Москвича-408 (елементи підвіски і гальм).
- Москвич-424 — універсал на базі Москвича-403, випускався в 1963—1965 рр.
- Москвич-432 — вантажний варіант універсала Москвич-424 з кузовом фургон.

## В ігровій і сувенірній індустрії
- Масштабні моделі автомобілів «Москвич-402», «Москвич-403» і «Москвич-407» в промислових масштабах у СРСР не випускались.
- Масштабна модель автомобіля «Москвич-403ІЕ» в СРСР випускалась на саратовському заводі «Тантал» недовгий час у кінці 1970-х — початку 1980-х рр. (№ А7), після чого стала рідкістю. На початку 2000-х рр. виробництво моделі було поновлене, але без відкриваючих дверей.
- У 2010 році в рамках проекту «Автолегенди СРСР» видавництва «ДеАгостіні» вийшов «Москвич-407» яскраво-синього кольору. У кінці березня 2011 р. вийшла модель «Москвич-403» білого кольору, в листопаді цього ж року — універсал «Москвич-423Н» гірчичного кольору, в грудні — темно-зелений повнопривідний «Москвич-410», у вересні 2012 р. — «Москвич-402» бірюзового кольору, в березні 2014 р. — модель фургона «Москвич-430» червоного кольору, в липні 2015 р. блідо-блакитний «Москвич-403ІЕ» закрив лінійку «Москвичів» другого покоління.